# Dopeksamin
Dopeksamin je β1 i β2 adrenergički agonist. On takođe deluje na dopaminskim receptorima.

## Spoljašnje veze
|  | Molimo Vas, obratite pažnju na važno upozorenje u vezi sa temama iz oblasti medicine (zdravlja). |